# Angeli e demoni (singolo)
Angeli e demoni è un singolo del rapper italiano Mondo Marcio, pubblicato il 21 febbraio 2019 e realizzato in duetto con la cantante Mina. È il quarto estratto dall'ottavo album in studio Uomo!

## Il brano
Il brano è un riferimento, di odio e di amore, alla natura umana. Contiene un sample di Ghetto dell’artista Akon